# Abdullah Laidani
Abdullah Laidani (arabisch عبد الله لعيداني; * 26. August 2003 in Bern) ist ein schweizerisch-algerischer Fussballtorhüter.

## Karriere

### Vereine
Der aus der Bundesstadt stammende Laidani spielte bei diversen Stadtberner Vereinen, bevor er als Junior bei den Young Boys landete. Ab 2021 spielte Laidani in der höchsten Nachwuchsmannschaft der Berner in der 1. Liga und der Promotion League. 2021 debütierte er in der ersten Mannschaft der Berner, als er in der dritten Runde des Cups gegen Lugano antreten durfte, als sich der Stammtorhüter David von Ballmoos nach 10 Minuten bei einem gehaltenen Penalty die Schulter ausgekugelt hatte. 2023 wechselte er zum FC Wil. Sein Debüt in der ersten Mannschaft feierte Laidani im Februar 2024, als der bisherige Stammtorhüter Nicholas Ammeter den Verein verliess. Mitte Februar wurde die Verlängerung des Vertrages mit Laidani auf den Sommer 2026 bekanntgegeben. Nach mehreren kleinen Verletzungen musste er ab Ende Februar 2025 für einige Wochen pausieren. Da auch die restlichen Torhüter des FC Wil verletzt waren, wurde bis Ende der Saison Gentrit Muslija von der U-21 des FC St. Gallen ausgeliehen. Zu Beginn der Saison 2025/26 wurde bekannt, dass Muslija Laidani als Stammtorhüter abgelöst hat.

### Nationalmannschaft
Laidani absolvierte eine Partie für die U-19 des Schweizer Fussballverbandes.